# Borsttrattkaktus
Borsttrattkaktus (Eriosyce villosa) är en art inom trattkaktussläktet och familjen kaktusväxter, som har sin naturliga utbredning i Chile.

## Beskrivning
Borsttrattkaktus är en klotformad kaktus som blir upp till 15 centimeter hög och 8 till 10 centimeter i diameter. Den är uppdelad i 13 till 15 åsar, som är 3 till 8 millimeter höga. Längs åsarna sitter 4 till 12 mörka centraltaggar, som blir upp till 3 centimeter långa. Runt centraltaggarna finns 12 till 20 vita hårlika radiärtaggar, som blir från 15 till 25 millimeter långa. Blommorna är rosalila med vitt svalg, och blir från 2,2 till 3 centimeter i diameter. Frukten är ljusröd och avlång.

## Synonymer
Cactus villosus Monv. 1839
Neoporteria villosa (Monv.) A.Berger 1929
Chileniopsis villosa (Monv.) Backeb. 1935
Echinocactus polyraphis Pfeiff. ex Salm-Dyck 1850
Chileniopsis polyraphis (Pfeiff. ex Salm-Dyck) Backeb. 1935
Neoporteria polyraphis (Pfeiff. ex Salm-Dyck) Backeb. 1951
Neoporteria atrispinosa Backeb. 1939
Neoporteria cephalophora Backeb. 1939
Neoporteria laniceps F.Ritter 1963